# The Beatles: Sgt Pepper & Beyond
The Beatles: Sgt Pepper & Beyond (It Was Fifty Years Ago Today... Sgt Pepper and Beyond) è un film documentario del 2017, diretto da Alan G. Parker, sul gruppo rock The Beatles.
Ha ricevuto una limitata distribuzione nei cinema a livello internazionale (in Italia venne proiettato solo dal 30 maggio al 2 giugno 2017) per poi essere distribuito per il mercato Home video.

## Descrizione
Il documentario è incentrato sul periodo 1966-1967, genesi del celebre album Sgt. Pepper's Lonely Hearts Club Band. Sono presenti svariati filmati dell'epoca, anche inediti, inframezzati da interviste attuali a persone dell'entourage dei Beatles all'epoca. Nonostante il titolo e il soggetto, per questioni di budget, nel documentario non è presente nessuna canzone del quartetto di Liverpool e non si ascolta una sola nota di Sgt. Pepper's.